# Idiodes siculoides
Idiodes siculoides là một loài bướm đêm trong họ Geometridae.